# Madame de Mortsauf
Madame de Mortsauf, condessa Blanche-Henriette de Mortsauf, nascida Lenoncourt, no castelo de Givry, é uma personagem da Comédia Humana de Honoré de Balzac".

## Vida
Depois de uma infância infeliz, ela é adotada e rodeada de afeto por sua tia, a duqueza de Verneuil. Ela aparece como protagonista no romance Le Lys dans la vallée, e não participa ativamente em nenhuma outra obra. Mas ela é considerada um ícone balzaquiano de pureza e devotamento. É correntemente citada como exemplo por Félix de Vandenesse em outros romances.
É comparada à La Princesse de Clèves ou à La Nouvelle Héloïse. Seu confessor, o abade François Birotteau, é o vicário da catedral Saint Gatien de Tours, em Le Curé de Tours.
Heroína trágica de vida breve (1785-1820) e tocante, ela cumula as qualidades de retidão e devotamento que faltam à sua rival, Lady Dudley.
Blanche-Henriette é totalmente devotada a um velho marido, ex-emigrado, amargo, hipocondríaco, e a seus dois filhos de saúde frágil. Ela se aproxima de um jovem de aproximadamente vinte anos, Félix de Vandenesse, cuja carreira ela constrói, recomendando-o à Princesa de Blamont-Chauvry. Mas ela se mantém casta e, como Félix não pode resistir às seduções físicas de Lady Dudley, morre de desgosto.
É mencionada em:
- César Birotteau, de quem é cliente;
- Illusions perdues, ela recomenda Félix de Vandenesse à sua prima, a Marquesa d'Espard;
- Étude de femme, a marquesa de Listomère, nascida de Vandenesse, é informada de sua morte pelo marido, que a leu na Gazette de France.